# پایگاه آب‌نشین چارلی هموند
پایگاه آب‌نشین چارلی هموند (به انگلیسی: Charlie Hammonds Seaplane Base) یک فرودگاه همگانی بهره‌برداری هوایی است که یک باند فرود آب دارد و طول باند آن ۱۸۲۹ متر است. این فرودگاه در کشور ایالات متحده آمریکا قرار دارد و در ارتفاع ۲ متری از سطح دریا واقع شده‌است.